# José Ferreira Thedim
José Ferreira Thedim (São Mamede do Coronado, 1892 - São Mamede do Coronado, 1971) foi um escultor português mais conhecido por ter realizado a estátua de Nossa Senhora de Fátima que se encontra na Capelinha das Aparições de Fátima.

## Introdução
Os registos associados à produção de escultura religiosa em São Mamede do Coronado, concelho da Trofa, remontam ao século XIX. No entanto, é na década de vinte do século seguinte que este núcleo de santeiros ganharia reputação, no momento em que a oficina de José Ferreira Thedim executa a imagem da Virgem Peregrina para o Santuário de Fátima.

## Vida e obra
José Ferreira Thedim nasce em S. Mamede do Coronado em 1892 e aí morre em 1971. O pai era escultor e os irmãos também.. Trabalhou na Casa Fânzeres, em Braga
Ferreira Thedim realiza a sua primeira estátua de Nossa Senhora de Fátima esculpida em madeira de cedro e medindo  1,10m,após ter sido levado até Lúcia dos Santos, uma das videntes das Aparições de Fátima, para recolher dados para o trabalho.  Contudo, a imagem  actualmente venerada acabou por ser "com pequenas modificações de pormenor" inspirada numa imagem já existente da N. Sra. Da Lapa  e apresenta poucas semelhanças com a descrição feita pelos três pastorinhos, de acordo com os depoimentos recolhidos pela Igreja Católica.

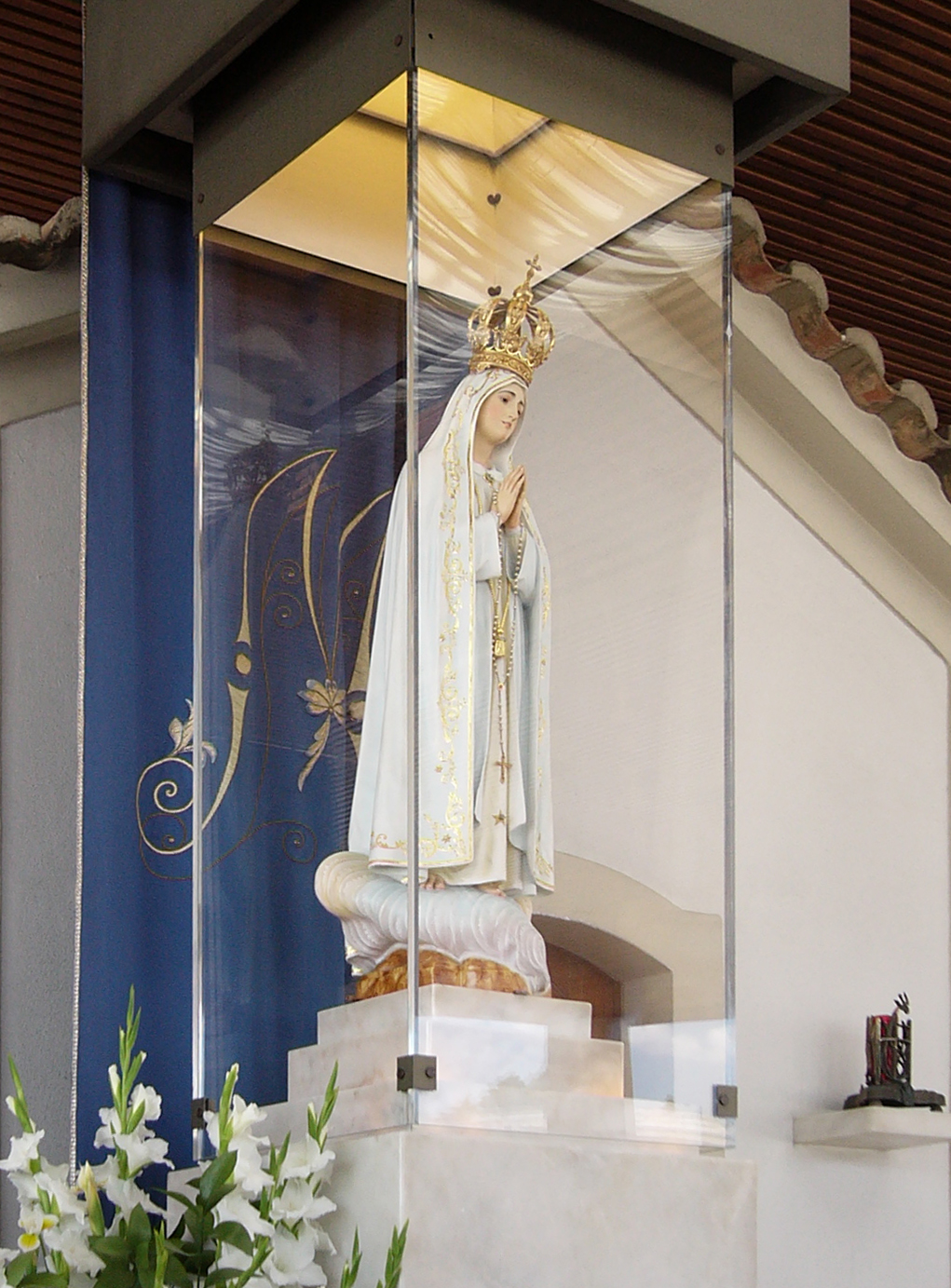
A imagem de Nossa Senhora de Fátima, na Capelinha das Aparições

Gilberto Fernandes dos Santos, um activo católico de Torres Novas, encomendou em 1919 uma imagem de Nossa Senhora na Casa Fânzeres para ser colocada na capela da Cova da Iria onde até então se encontrava apenas um crucifixo.
As instruções para o modelo que se pretende original vêm do padre Formigão que tendo interrogado Lúcia, Jacinta e Francisco logo em 1917 transmite a José Ferreira Thedim os traços da senhora da aparição,  tal como as crianças lhos tinham descrito.[carece de fontes?]
No início de Maio de 1920 a imagem está pronta. Segue por comboio para Torres Novas. Mas o receio que as autoridades impedissem o transporte da imagem para Fátima, leva a que Gilberto Fernandes dos Santos tome a decisão de fazer o trajecto pela serra de Aire de forma quase clandestina: ao fim de cinco horas de viagem, a caixa com a imagem de Nossa Senhora de Fátima é retirada da carroça onde fora transportada e entregue ao pároco de Fátima que a guarda na sacristia da igreja. É aí que Lúcia a vê e lhe dá a sua aprovação.[carece de fontes?]
Nos dias que se seguem acorrem peregrinos que pretendiam ver a imagem. A 13 de Junho de 1920 a imagem segue finalmente para a Capela da Cova da Iria. O cortejo que a acompanha pode ser considerado a primeira procissão de Nossa Senhora de Fátima.

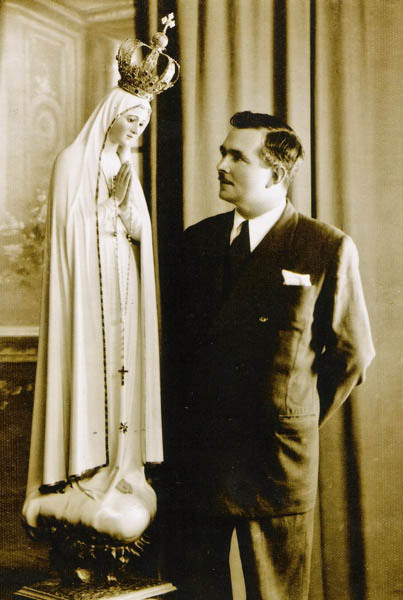
José Ferreira Thedim junto de uma imagem peregrina de Nossa Senhora de Fátima esculpida pelo próprio

A primeira imagem, bem com as primeiras esculpidas para peregrinações pelo mundo (chamadas de Virgens Peregrinas), foram feitas em madeira de cedro do Brasil, vinda dos estados de São Paulo, Paraná e Santa Catarina.
Em 6 de Dezembro de 1929, o Papa Pio XI benze uma estátua da Virgem de Fátima, executada pelo escultor para a nova capela do Colégio Português em Roma, dedicada a Nossa Senhora de Fátima.
O trabalho de Ferreira Thedim ganha fama internacional e o Pio XI atribui-lhe, em 1931, o título de Comendador da Santa Sé.
Em Agosto de 1941, a Irmã Lúcia faz novas revelações acerca da aparição de 13 de Julho de 1917, em que Nossa Senhora mostra aos videntes o seu coração Imaculado. São então esculpidas novas imagens sob essa invocação, a primeira das quais, também da autoria do escultor, se encontra no Carmelo de Coimbra.
Em 1947, o escultor decide criar uma nova estátua da Virgem de Fátima e novamente fala com a Irmã Lúcia, para conseguir uma visão mais fiel. No trajeto das alterações à estátua, junta-se Joaquim Oliveira, um dos seus discípulos. Na mesma altura, o Bispo de Leiria escreve à Irmã Lúcia sobre a possibilidade de se enviar a imagem da Capelinha em visita a diversas comunidades que a solicitavam. Em resposta por carta, Lúcia sugere que a nova estátua que estava a ser trabalhada por Thedim, poder ser utilizada como imagem peregrina. O Bispo concorda e a 13 de Maio de 1947 procede à sua benção, denominando-a Estátua Peregrina Internacional de Nossa Senhora de Fátima. No entanto, dada a quantidade de solicitações para a receber, é criada uma segunda Virgem Peregrina por Thedim e que é benzida, também pelo Bispo, a 13 de Outubro de 1947. Neste dia de encerramento das comemorações do 30º aniversário das aparições, o Bispo de Leira anuncia que esta segunda estátua viajará pelo ocidente e que as duas percorrerão o mundo até que finalmente consigam entrar na Rússia.
Seguem-se outros trabalhos, como S. João de Deus e um pedido especial do presidente norte-americano Eisenhower que lhe encomenda uma Santa Ana de Beaupré. Uma Pietá, esculpida por Thedim, é a peça central da Sala da Paixão do Museu de Fátima.
Em 1943 realizou uma Imagem de D. Nuno Álvares Pereira para a Igreja de Santa Maria do Castelo em Tavira, Portugal, que foi adquirida pela população através de uma subscrição pública. A escultura foi feita de acordo com o modelo aprovado oficialmente pelo Ministério da Guerra, tendo o escultor sido incumbido de executar uma imagem para cada Ministério. O escultor fez ainda imagens semelhantes para a Batalha, Leiria, Portalegre e Lagos.
Hoje, a obra de Ferreira Thedim encontra-se espalhada por galerias, igrejas, mosteiros e conventos de todo o Mundo.